# Comoara samurailor
Comoara samurailor (în franceză Les 47 rônins: le trésor des loyaux samouraïs) este un roman scris de George Soulié de Morant⁠(fr)[traduceți], apărut în limba română în decembrie 1937, apoi în 1940, la Imprimeriile „Frăția Românească” din București. Tema romanului este povestea reală a celor patruzeci și șapte de ronini credincioși, care și-au răzbunat seniorul cu prețul propriilor vieți. Această carte are propria sa poveste în România, constituind o scriere de căpătâi pentru legionarii urmăriți de autoritățile comuniste.